# Tomaspis spectabilis
Tomaspis spectabilis är en insektsart som beskrevs av William Lucas Distant 1909. Tomaspis spectabilis ingår i släktet Tomaspis och familjen spottstritar. Inga underarter finns listade i Catalogue of Life.